# PCSK9
Пропротеиновая конвертаза субтилизин-кексинового типа 9, или PCSK9 (англ. proprotein convertase subtilisin/kexin type 9) — фермент-гидролаза, продукт гена человека PCSK9. Относится к семейству пропротеиновых конвертаз, которые активируют ферменты, отщепляя от них пептид, ингибирующий их каталитическую активность. PCSK9 играет важную роль в гомеостазе холестерина и является важной потенциальной мишенью для агентов, снижающих уровень холестерина липопротеинов низкой плотности в крови. 

## Функции
Пропротеиновая конвертаза относится к подсемейству протеиназ K семейства секреторных субтилаз. Белок синтезируется в виде растворимого неактивного зимогена, который аутокаталитически (самопроизвольно) активируется во время внутримолекулярного процессинга в эндоплазматическом ретикулуме и действует как пропротеиновая конвертаза.
PCSK9 играет важную регуляторную роль в гомеостазе холестерина. Связывание PCSK9 с EGF-A доменом рецептора липопротеинов низкой плотности приводит к деградации рецептора. Снижение уровня рецептора липопротеинов низкой плотности, в свою очередь, вызывает пониженный метаболизм липопротеинов низкой плотности, что может привести к гиперхолестеринемии.
Кроме этого PCSK9 играет роль в дифференциации кортикальных нейронов.

## Клиническое значение
Некоторые мутации гена PCSK9 могут приводить как к снижению, так и к увеличению холестерина крови. Мутации, которые нарушают связывание PCSK9 с LDLR, приводят к увеличению эффективности работы рецептора и, как следствие этого, к понижению концентрации холестерина в крови. У таких носителей наблюдается пониженный холестерин липопротеинов низкой плотности и снижение риска инфаркта миокарда.

## Разработка терапии in vivo, основанной на эпигенетическом подавлении PCSK9
В опытах на мышах разработана технология, позволяющая путём однократного введения липидных наночастиц с эпигенетическим репрессором транскрипции, вдвое понижать уровень PCSK9 в крови на протяжении почти одного года.